# دورگا مک‌بروم
دورگا مک‌بروم (انگلیسی: Durga McBroom؛ زادهٔ ۱۶ اکتبر ۱۹۶۲) یک موسیقی‌دان، بازیگر، خواننده و ترانه‌پرداز اهل ایالات متحده آمریکا است.